# Zanthoxylum lenticellosum
Zanthoxylum lenticellosum är en vinruteväxtart som först beskrevs av Urb. & Ekman, och fick sitt nu gällande namn av Jimenez. Zanthoxylum lenticellosum ingår i släktet Zanthoxylum och familjen vinruteväxter. Inga underarter finns listade i Catalogue of Life.